# 浙江大学生物系统工程与食品科学学院
浙江大学生物系统工程与食品科学学院是浙江大学的一个学院，它是在原浙江农业大学农业工程学院和食品科学与营养系的基础上于1999年组建而成的，隶属于农业生命环境学部。现设生物系统工程、食品科学与营养2个系，生物系统工程、食品科学与工程2个本科专业。学院位于浙江大学紫金港校区农生环组团大楼D座。

## 概况
- 2个一级学科博士点及2个一级学科博士后流动站：农业工程、食品科学与工程
- 10个博士点：农业机械化工程，农业生物环境与能源工程，农业电气化与自动化，农业水土工程，生物系统工程，食品科学，农产品加工及贮藏工程，粮食油脂及蛋白质工程，水产品加工及贮藏工程，食品安全
- 12个硕士点：包括上述10个专业，另有机械设计及理论、发酵工程
- 国家重点学科：农业机械化工程
- 农业部重点学科：农业机械化工程、食品科学
- 浙江省重点学科：农业机械化工程、食品科学
- 农业部重点开放实验室：农业生物环境工程与智能化设备实验室
- 学院院训：「笃实 励新 兼容 康健」

## 研究所
- 生物机电工程研究所
- 水土工程与城乡建设研究所
- 生物系统自动化与信息技术研究所
- 食品科学与发酵工程研究所
- 农产品加工与储藏工程研究所
- 农业生物环境工程研究所